# Villa rustica (Holzhausen)

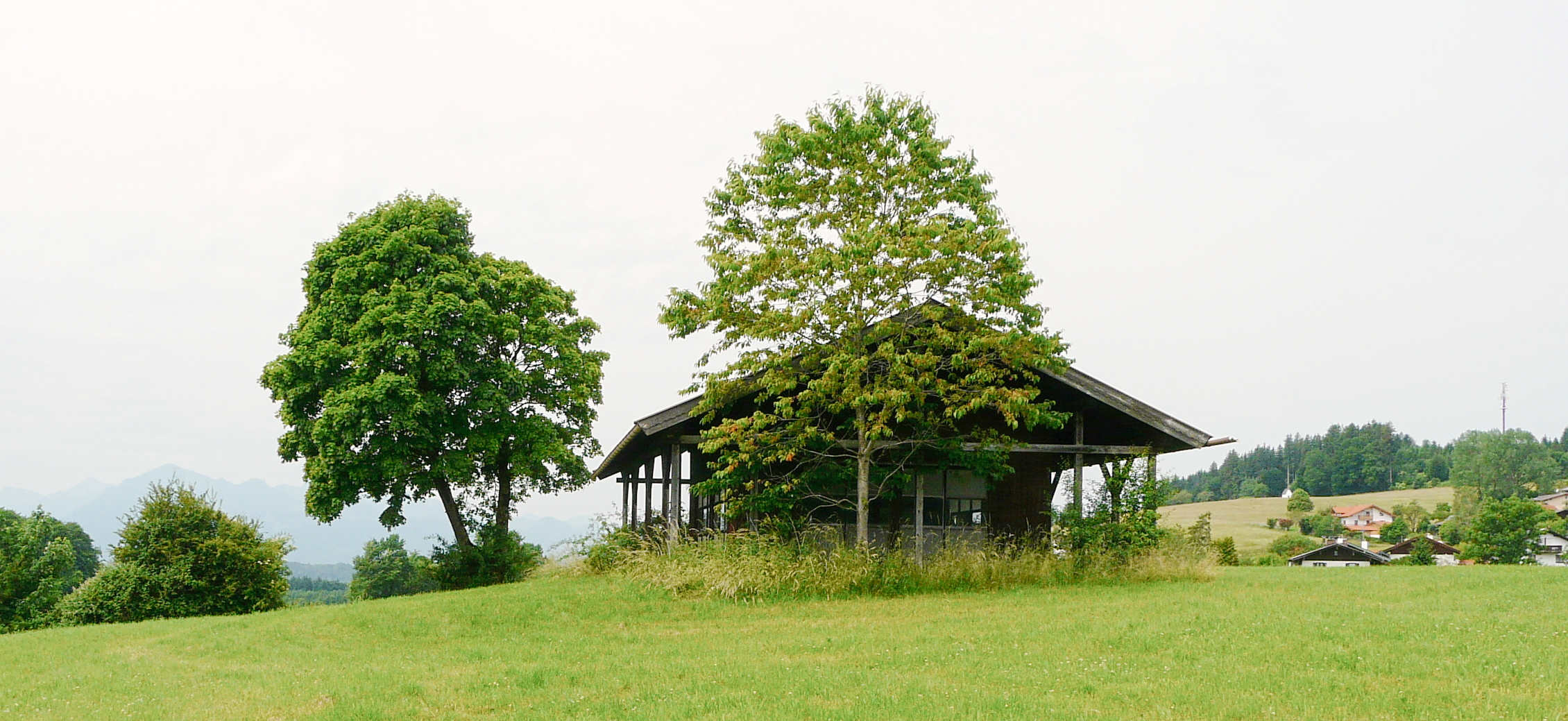
Geschützte Ausgrabung der Reste der ehemaligen Villa rustica bei Holzhausen

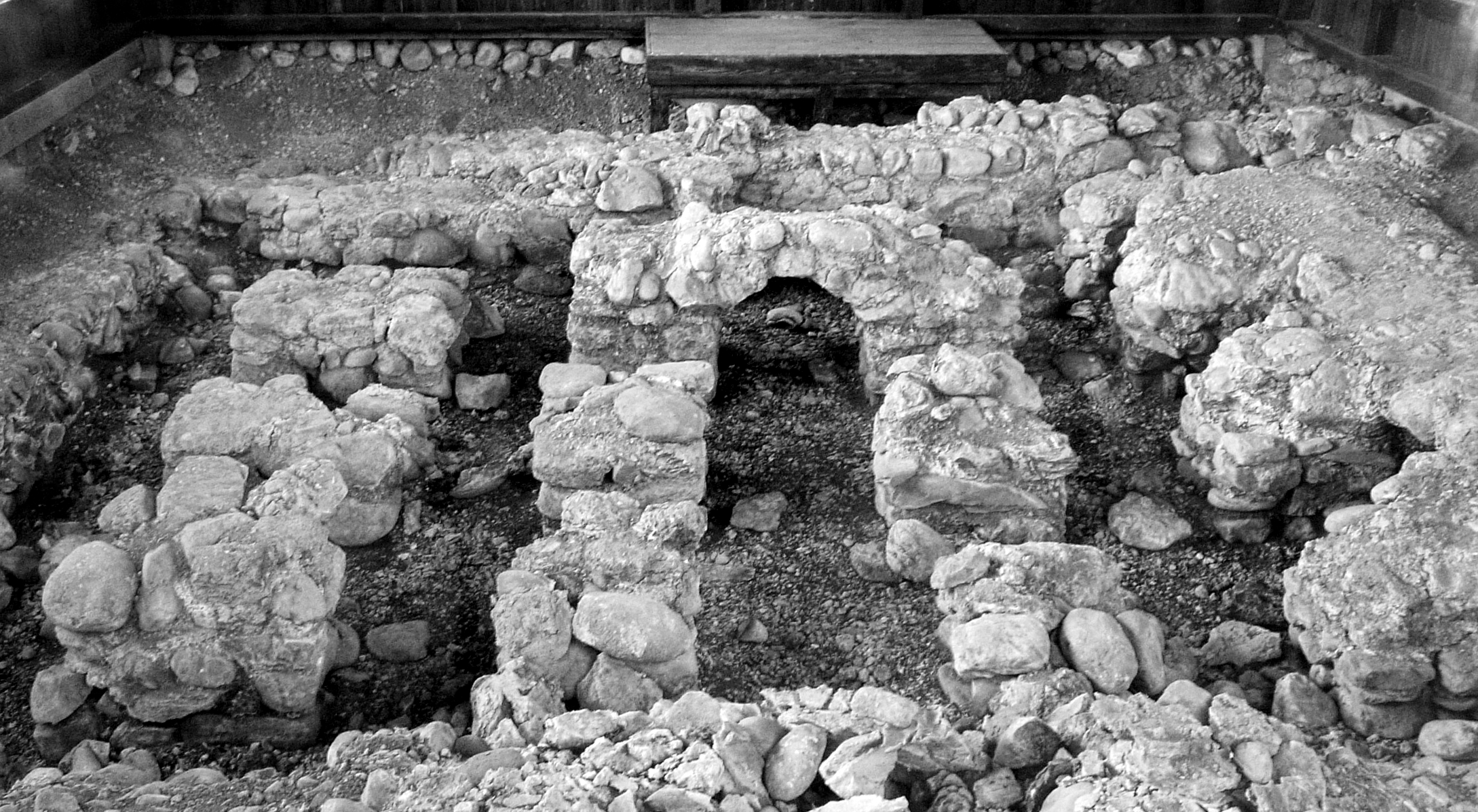
Hypokauste

Die Villa rustica lag auf einer namenlosen Erhebung (615 m ü. NHN) der würmzeitlichen Moränenregion, mittig zwischen Tiroler Achen und Traun.
Ihre Reste sind ein geschütztes archäologisches Denkmal. Es liegt auf der Gemarkung Holzhausen im oberbayerischen Landkreis Traunstein, 200 Meter südöstlich vom Holzhausener Ortsrand zwischen der Bundesautobahn 8 und der Kreisstraße TS 3.
Bereits im Jahr 1855 wurden mehrere Gebäudeteile der Villa rustica aufgedeckt. 1977 und 1980 erfolgten Ausgrabungen, wobei das Hauptgebäude mit Eckrisaliten und Mosaikböden untersucht werden konnte.  
Vom Gutshof aus der römischen Kaiserzeit ist an der überdachten Grabungsstelle die Fußbodenheizung (Hypokaustum) des östlichen Eckturms zu sehen.